# S/S Norna
S/S Norna var ett svenskt lastfartyg som förlorades under andra världskriget. 

## Historik
Norna var byggd 1914 vid Akers varv i Oslo till skeppsredare Karl Andersen i Fredrikstad under namnet Gerona efter den spanska provinsen med samma namn. Efter första världskriget såldes Gerona med bibehållet namn till skeppsredare H.A. Andersen i Farsund. 1931 kom Gerona under svensk flagg genom inköp av AB Jensen & Söner i Karlstad och tillhörde sedan dess rederi Rederi AB Esperia under namnet Norna med delägaren i bolaget, kapten C.Bergman som ordinarie befälhavare. Norna erfor inga större haverier under svensk flagg, endast en lindrig kollision i Blyth 1934 med den danska ångaren Bretland.

## Förlisningen
Norna hade i medelhavshamn intagit last av salt till Stockholm i januari 1940. På hemresan var Norna inne i Gibraltar för undersökning och avgick därifrån den 7 februari. Därefter hörde man aldrig ifrån fartyget. Rederiets efterforskningar lämnade inga resultat. Norna hade troligen gått på en mina eller blivit torpederad, varvid besättningen omkommit. Norna blev saknad med man och allt. Enligt andra uppgifter sänktes Norna av den tyska ubåten U-53.